# Gina Torres
Gina Torres (Nova York, 25 d'abril de 1969) és una actriu estatunidenca, coneguda principalment per les seves actuacions en sèries de televisió, entre les quals destaquen Hercules: The Legendary Journeys (com a Nebula), Xena: Warrior Princess (com a Cleòpatra), Cleopatra 2525, Alias (com a Anna Espinosa), Firefly (com a Zoe Washburne), Angel (com a Jasmine), 24 (com a Julia Miliken), Suits (com a Jessica Pearson), The Shield (com a Sadie Kavanaugh) i Westworld (com a Lauren).
Al cinema, va protagonitzar amb Chris Rock la pel·lícula I Think I Love My Wife; va interpretar Carla a la pel·lícula South of Pico; i va reprendre el seu paper a Firefly en la seqüela cinematogràfica de la sèrie Serenity. Des del 2011 té un paper protagonista a la sèrie de televisió de USA Network Suits, on interpreta Jessica Pearson. Ella i el seu marit, Laurence Fishburne, van interpretar una parella casada a la sèrie de televisió de NBC Hannibal.

## Biografia
Torres va néixer a l'Hospital Flower de la Cinquena Avinguda de Manhattan, essent la petita de tres germans. La seva família va viure breument a Washington Heights, Manhattan, abans de marxar a viure al Bronx. Els seus pares, Richard i Rebecca, eren tots dos d'ascendència cubana; el seu pare treballava com a tipògraf per La Prensa i el The New York Daily News.
Torres, mezzosoprano, va començar a cantar de petita, assistint a la Fiorello H. LaGuardia High School of Music & Art and Performing Arts de Nova York. També va estudiar opera i jazz, a més de participar en un cor de gospel. Gina va ser acceptada en diversos colleges, però no podia permetre's la matrícula. Al final, va decidir continuar amb el seu somni de ser actriu.
El 2001 va guanyar un premi ALMA a la millor actriu protagonista pel seu paper a Cleopatra 2525. El 2004 va ser nominada a la millor interpretació com a actriu secundària als premis Satellite pel seu paper a Angel.
El 2004 Torres va participar en set episodis de la tercera temporada de la sèrie 24, interpretant el paper de Julia Milliken, una dona que tenia un afer amorós amb un membre de la Casa Blanca i acabava involucrada en un escàndol presidencial. El 2005 va participar en l'episodi pilot de Soccer Moms, a més de donar veu al personatge Vixen en nombrosos episodis de la sèrie animada Justice League Unlimited. També va substituir a Jada Pinkett Smith per donar veu al personatge de Niobe a The Matrix Online.
També és coneguda pel seu paper en la sèrie Firefly, que només es va mantenir en antena una temporada. No obstant, va reprendre el seu paper a la pel·lícula Serenity (2005). El 2006 Gina va començar a interpretar Cheryl Carrera en la sèrie Standoff de la cadena FOX. El seu personatge era l'Agent Especial Supervisora de la Unitat de Negociació de Crisis de l'FBI a Los Angeles. Torres també va participar en la pel·lícula I Think I Love My Wife, on interpretava la muller del personatge interpretat per Chris Rock.
Va ser la veu de Wonder Woman en la websèrie DC Universe Online MMORPG fins a mitjans de 2013, així com Arachnid en la sèrie animada Transformers Prime. El 2013 Torres es va reunir amb un altre membre de Firefly, Nathan Fillion, en un episodi de la sèrie de televisió protagonitzada per Fillion, Castle.
El 2011, Torres va començar a interpretar un dels personatges principals de la sèrie de televisió Suits, Jessica Pearson. El 2016 es va anunciar que Torres deixaria la sèrie després de la temporada sisena. Tot i que el seu contracte s'acabava, Torres va exposar que també estava cansada de desplaçar-se de Toronto, on es roda la sèrie, i Los Angeles, on viu l'actriu. No obstant, finalment va tornar per la setena temporada com a membre recorrent.

## Filmografia

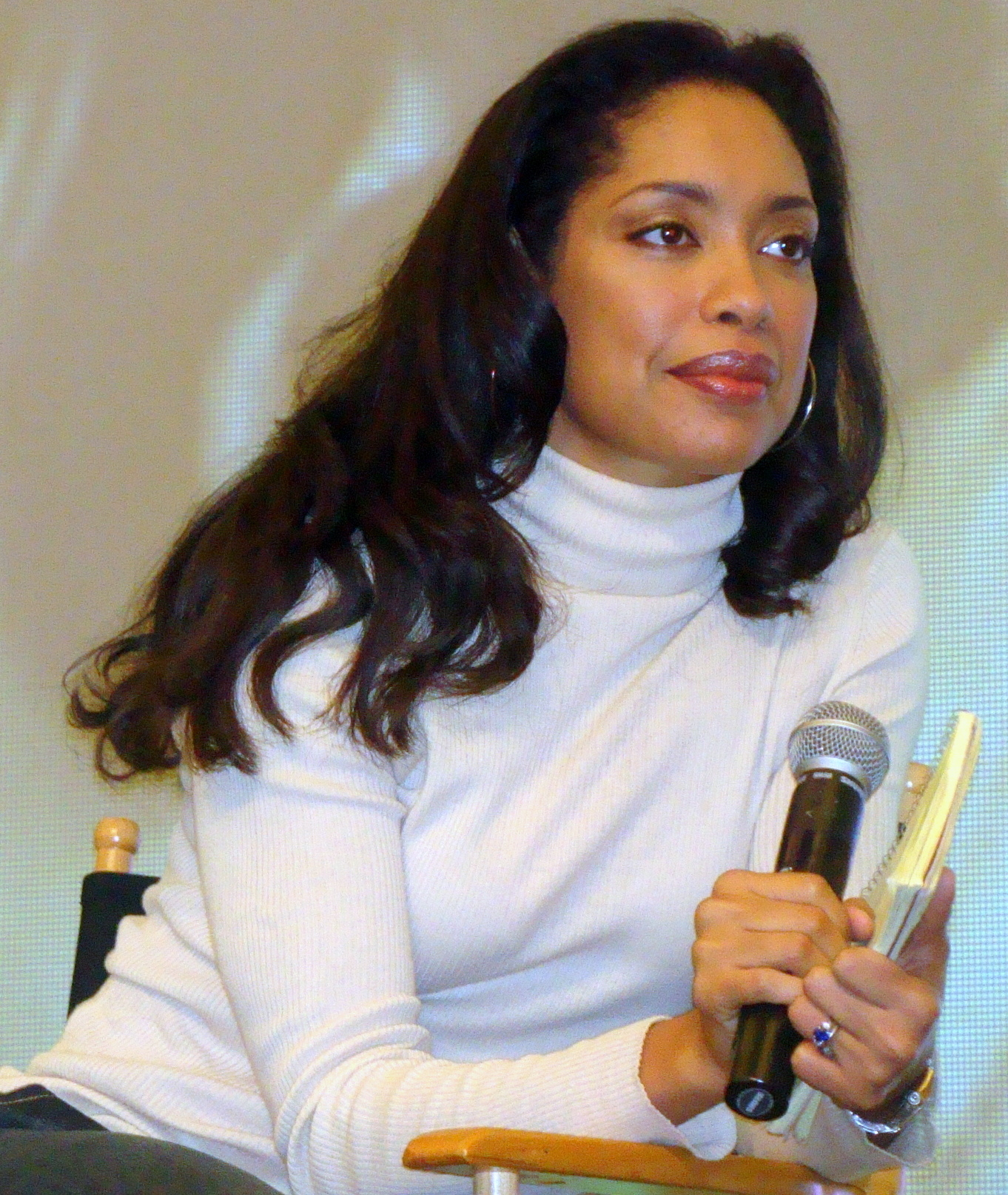
Torres el 2008

### Cinema
| Any  | Títol                                | Paper              | Notes |
| ---- | ------------------------------------ | ------------------ | ----- |
| 1996 | Bed of Roses                         | Francine           |       |
| 1996 | 'The Substance of Fire               | Maitre d'          |       |
| 2003 | The Matrix Reloaded                  | Cas                |       |
| 2003 | The Matrix Revolutions               | Cas                |       |
| 2004 | Hair Show                            | Marcella           |       |
| 2005 | Fair Game                            | Stacey             |       |
| 2005 | Serenity                             | Zoe Washburne      |       |
| 2006 | Jam                                  | Lilac              |       |
| 2006 | Five Fingers                         | Aicha              |       |
| 2007 | I Think I Love My Wife               | Brenda Cooper      |       |
| 2007 | South of Pico                        | Carla Silva        |       |
| 2009 | Don't Let Me Drown                   | Diana              |       |
| 2010 | Justice League: Crisis on Two Earths | Superwoman (voice) |       |
| 2013 | Mr. Sophistication                   | Janice Waters      |       |

### Televisió
| Any       | Títol                            | Paper                         | Notes                                                                                |
| --------- | -------------------------------- | ----------------------------- | ------------------------------------------------------------------------------------ |
| 1992      | Unnatural Pursuits               | Silken                        | Episodi: "I Don't Do Cuddles"                                                        |
| 1992      | Law & Order                      | Laura Elkin                   | Episodi: "Skin Deep"                                                                 |
| 1994      | M.A.N.T.I.S.                     | Dr. Amy Ellis                 | Pel·lícula per TV                                                                    |
| 1995      | Law & Order                      | Charlene                      | Episodi: "Purple Heart"                                                              |
| 1995      | NYPD Blue                        | Dominican Woman               | Episodi: "E.R."                                                                      |
| 1995      | One Life to Live                 | Magdalena                     | 12 episodis                                                                          |
| 1996      | One Life to Live                 | Nell                          | 5 episodis                                                                           |
| 1996      | Dark Angel                       | LaMayne                       | Pel·lícula per TV                                                                    |
| 1997      | Profiler                         | Michelle Brubaker             | Episodi: "FTX: Field Training Exercise"                                              |
| 1997      | The Gregory Hines Show           | Jeanette                      | Episodi: "Flirting with Disaster"                                                    |
| 1997      | Xena: Warrior Princess           | Cleòpatra                     | Episodi: "The King of Assassins"                                                     |
| 1997      | The Underworld                   | Unknown                       | Pel·lícula per TV                                                                    |
| 1997–1999 | Hercules: The Legendary Journeys | Nebula                        | Paper recurrent, 8 episodis                                                          |
| 1998      | Hercules: The Legendary Journeys | Beth Hymson, Casting Director | Episodi: "Yes, Virginia, There is a Hercules"                                        |
| 1998      | La Femme Nikita                  | Jenna Vogler                  | Episodi: "Open Heart"                                                                |
| 1998      | Encore! Encore!                  | Opera Patron #3               | Episodi: "Pilot"                                                                     |
| 2000–2001 | Cleopatra 2525                   | Helen 'Hel' Carter            | Paper principal, 28 episodis Premi ALMA a la millor actriu en sèries dramàtiques     |
| 2001–2002 | Any Day Now                      | Stacy Trenton                 | 3 episodis                                                                           |
| 2001–2006 | Alias                            | Anna Espinosa                 | Paper recurrent, 6 episodis                                                          |
| 2002–2003 | Firefly                          | Zoe Washburne                 | Paper principal, 14 episodis                                                         |
| 2003      | The Agency                       | Dacia Banga                   | Episodi: "Absolute Bastard"                                                          |
| 2003      | Angel                            | Jasmine                       | 5 episodis Nominated—Premi Satellite a la millor actriu secundària                   |
| 2003      | The Guardian                     | Sadie Harper                  | 2 episodis                                                                           |
| 2003      | The Law and Mr. Lee              | Vicki Lee                     | Pel·lícula per TV                                                                    |
| 2004      | CSI: Crime Scene Investigation   | Warden Hutton                 | EpisodI: "XX"                                                                        |
| 2004      | 24                               | Julia Milliken                | Paper recurrent, 7 episodis                                                          |
| 2004–2006 | Justice League Unlimited         | Vixen/Mari McCabe (veu)       | 5 episodis                                                                           |
| 2004      | Gramercy Park                    | Mrs. Hammond                  | Pel·lícula per TV                                                                    |
| 2005      | Soccer Moms                      | Jamie Cane                    | Pel·lícula per TV                                                                    |
| 2006      | The Shield                       | Sadie Kavanaugh               | 2 episodis                                                                           |
| 2006      | Without a Trace                  | Tyra Hughes                   | Episodi: "More Than This"                                                            |
| 2006–2007 | Standoff                         | Cheryl Carrera                | Paper principal, 18 episodis                                                         |
| 2007      | Dirty Sexy Money                 | Princess Ama                  | Episodi: "The Nutcracker"                                                            |
| 2008      | Boston Legal                     | A.D.A. Mary Franklin          | Episodi: "The Gods Must Be Crazy"                                                    |
| 2008      | Bones                            | Dr. Toni Ezralow              | Episodi: "The Bone That Blew"                                                        |
| 2008      | Criminal Minds                   | Det. Thea Salinas             | Episodi: "Normal"                                                                    |
| 2008–2009 | Eli Stone                        | Attorney Miller               | 2 episodis                                                                           |
| 2009      | Dirty Sexy Money                 | Princess Ama                  | Episodi: "The Facts"                                                                 |
| 2009      | Pushing Daisies                  | Lila Robinson                 | Episodi: "Water & Power"                                                             |
| 2009      | The Unit                         | Sgt. Natasha Andrews          | Episodi: "Best Laid Plans"                                                           |
| 2009      | Drop Dead Diva                   | Diana Hall                    | Episodi: "Make Me a Match"                                                           |
| 2009      | FlashForward                     | Felicia Wedeck                | 2 episodis                                                                           |
| 2009      | Gossip Girl                      | Gabriela Abrams               | 2 episodis                                                                           |
| 2009      | Applause for Miss E              | Maggie                        | Pel·lícula per TV                                                                    |
| 2009      | Washington Field                 | SA Jackie Palmer              | Pel·lícula per TV                                                                    |
| 2010      | The Vampire Diaries              | Bree                          | Episodi: "Bloodlines"                                                                |
| 2010      | The Boondocks                    | Ebony Brown (veu)             | Episodi: "Lovely Ebony Brown"                                                        |
| 2010      | Huge                             | Dr. Dorothy Rand              | Paper principal, 10 episodis                                                         |
| 2011–2013 | Transformers: Prime              | Airachnid (veu)               | 12 episodis                                                                          |
| 2011–2018 | Suits                            | Jessica Pearson               | Paper principal, 91 episodis Nominada—Premi ALMA a la millor actriu secundària en TV |
| 2013      | Castle                           | Penelope Foster               | Episode: "Reality Star Struck"                                                       |
| 2013–2015 | Hannibal                         | Phyllis "Bella" Crawford      | Paper recurrent, 5 episodis Nominada—Premi Saturn a la millor actriu convidada en TV |
| 2015      | Revenge                          | Natalie Waters                | 3 episodis                                                                           |
| 2015–2016 | Star Wars Rebels                 | Ketsu Onyo (veu)              | 2 episodis                                                                           |
| 2016      | Teenage Mutant Ninja Turtles     | TBA (veu)                     | TBA                                                                                  |
| 2016      | Westworld                        | Lauren                        | 2 episodis                                                                           |
| 2017      | The Catch                        | Agent Justine Diaz            | Temporada 2, 10 Episodis                                                             |
| 2017      | Claws                            | Sally Bates                   | Episodi: "Fallout"                                                                   |
| 2017      | Star Wars: Forces of Destiny     | Ketsu Onyo (veu)              | 2 episodis                                                                           |
| 2018      | Final Space                      | Quinn                         |                                                                                      |

### Webseries
| Any  | Títol   | Paper | Notes                  |
| ---- | ------- | ----- | ---------------------- |
| 2015 | Con Man | Grace | Episodi: "Voiced Over" |

### Videojocs
| Any  | Títol                          | Paper              |
| ---- | ------------------------------ | ------------------ |
| 2005 | The Matrix Online              | Niobe (veu)        |
| 2011 | DC Universe Online             | Wonder Woman (veu) |
| 2012 | Transformers: Prime – The Game | Airachnid (veu)    |
| 2014 | Destiny                        | Ikora Rey          |
| 2017 | Destiny 2                      | Ikora Rey          |

## Teatre
| Any  | Títol                                  | Paper          |
| ---- | -------------------------------------- | -------------- |
| 1993 | Face Value                             | Marci Williams |
| 1994 | The Best Little Whorehouse Goes Public | Terri Clark    |